# PRISA
PRISA, acronimo di Grupo Promotora de Informaciones, Sociedad Anónima (lett. "Gruppo per la promozione dell'informazione, società per azioni"), è un gruppo editoriale spagnolo.

## Descrizione
È il primo gruppo spagnolo nell'ambito della comunicazione, dell'educazione, della cultura e dell'intrattenimento, presente in 22 Paesi fra Europa e America.
Fra le varie proprietà dal gruppo (dirette e indirette), vi sono i quotidiani spagnoli El País e As, il francese Le Monde, il canale televisivo generalista portoghese TVI, la casa editrice Santillana, varie testate giornalistiche in Iberia e America Latina, e molte radio tra cui la generalista Cadena SER, e le musicali Los 40 (grandi successi) e Cadena Dial (solo musica in lingua spagnola), le più ascoltate del paese.

## Azionisti
Al 31 dicembre 2016 i principali azionisti di PRISA sono: 
1. Amber Capital UK LLP (19,29%)
2. Rucandio SA, famiglia Polanco (17,53%)
3. Telefónica SA (13,06%)
4. International Media Group SARL, del sultano del Qatar Ghanim Al Hodaifi Al Kuwari  (8,17%)
5. GHO Networks SA de CV, Roberto Alcántara Rojas  (8,04%)
6. HSBC Holdings PLC (7,46%)
7. Banco Santander SA (4,19%)
8. Caixa d'estalvis e Pensions Banking Foundation di Barcellona (3,83%)
9. Nicolas Berggruen (1,22%)